# Brand von Washington
Kriegsschauplatz St. Lawrence/Lake Champlain 

1. Sacket’s Harbor – 1. Lacolle Mills – Ontariosee – Ogdensburg – New York – 2. Sacket’s Harbor – Châteauguay – Chrysler’s Farm – 2. Lacolle Mills – Fort Oswego – Big Sandy Creek – Plattsburgh
Niagara-Kriegsschauplatz

Queenston Heights – Frenchman’s Creek – George – Stoney Creek – Beaver Dams – Black Rock – Fort Niagara – Buffalo – 1. Fort Erie – Chippewa – Lundy’s Lane – 2. Fort Erie – Cook’s Mill
Detroit-Kriegsschauplatz

Tippecanoe – Fort Mackinac – Dearborn – Detroit – Fort Harrison – Fort Wayne – Wild Cat Creek – Mississinewa – Frenchtown – Fort Meigs – Fort Stephenson – Eriesee – Thames River – Longwoods – Prarie du Chien – Rock Island Rapids – Mackinac Island – Malcom’s Mills
Chesapeake-Kriegsschauplatz

Craney Island – St. Michaels – Chesapeake – Bladensburg – Washington – Caulk’s Field – North Point – Baltimore
Südlicher Kriegsschauplatz

Creek – 1. Fort Bowyer – Fayal – Pensacola – Borgnesee – New Orleans – Fort St. Philip – Fort Peter – 2. Fort Bowyer

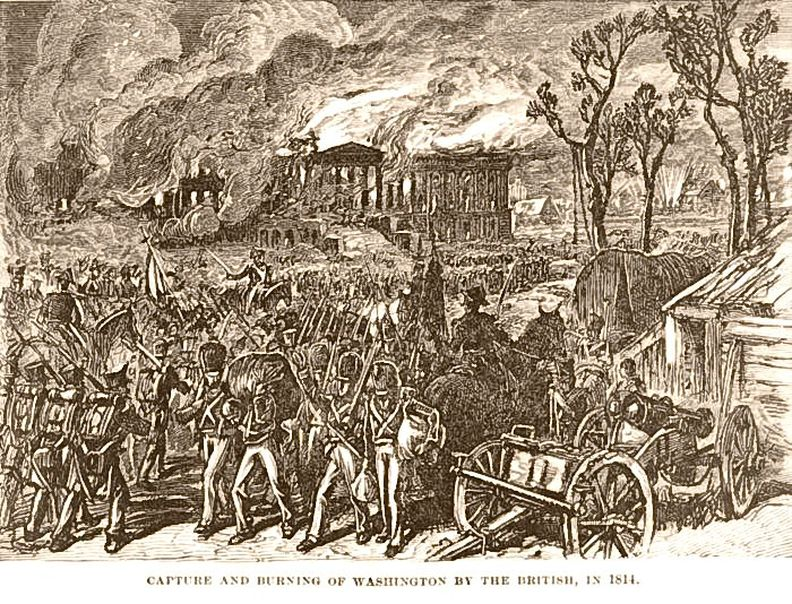
Brand von Washington (Zeichnung von 1876)

Der Brand von Washington fand im August 1814 während des Britisch-Amerikanischen Kriegs statt. Britische Truppen besetzten Washington, D.C. und steckten viele öffentliche Gebäude in Brand. Die Einrichtungen der US-Regierung samt dem Weißen Haus wurden zum Großteil zerstört. Straffer Disziplin und einer Order der britischen Befehlshaber, nur öffentliche Gebäude in Brand zu stecken, ist es zu verdanken, dass die Gebäude der Zivilbevölkerung verschont blieben. Historikern zufolge war der Angriff eine Vergeltungsmaßnahme für die Plünderung Yorks in Oberkanada (heute Toronto) seitens der Amerikaner nach der Schlacht von York im Jahre 1813 sowie für die Niederbrennung der Parlamentsgebäude von Oberkanada. 
Den Befehlshabern der britischen Armee zufolge wurde Washington „aufgrund der weitreichenden politischen Auswirkungen“ als Angriffsziel gewählt. Generalgouverneur von Kanada Sir George Prevost rief die Admiräle in Bermuda schriftlich zu einer Vergeltungsaktion für die amerikanische Plünderung Yorks auf sowie erbat ihre Erlaubnis und Unterstützung, indem sie Marineeinheiten zur Verfügung stellen sollten. Zur damaligen Zeit wurde es als Verstoß gegen das Kriegsrecht angesehen, nichtmilitärische Einrichtungen niederzubrennen. Die Amerikaner hatten indessen nicht nur das Parlament niedergebrannt, sondern auch private Häuser und Lagerhäuser geplündert und niedergebrannt. Ein weiterer Beleg dafür, dass es sich um eine Vergeltungsmaßnahme handelte, ist die Tatsache, dass die britischen Truppen nach der begrenzten Niederbrennung einiger öffentlicher Einrichtungen wieder abzogen. Sie versuchten weder ein Territorium zu besetzen, noch eine militärische Einrichtung anzugreifen.

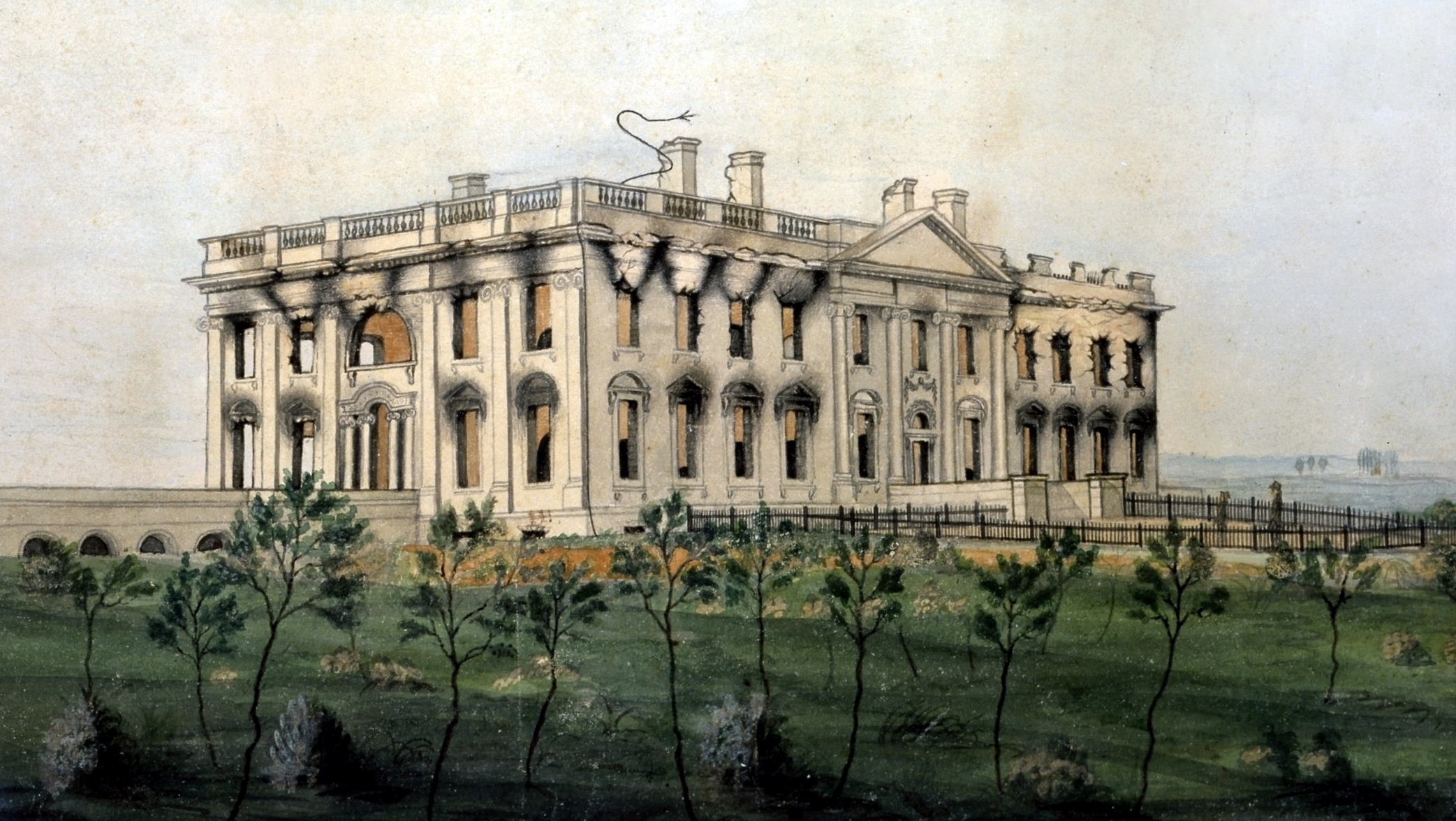
Das beschädigte Weiße Haus (Aquarell von George Munger, ca. 1814/15)

Das Weiße Haus erlitt durch den Brand einen erheblichen Schaden. Lediglich die äußeren Wände überstanden das Feuer. Durch das Feuer waren diese jedoch stark geschwächt. Auch waren sie infolge des Feuers der Witterung ausgesetzt. Bis auf Teile der südlichen Wand mussten daher alle übriggebliebenen Mauern abgerissen und wieder neu aufgebaut werden. Einer Legende zufolge wurde zur Kaschierung der Brandschäden weiße Farbe benutzt, wodurch das Weiße Haus seinen Namen erhalten habe. Die Legende ist jedoch falsch, da das Gebäude bereits bei seiner Errichtung im Jahre 1798 weiß gestrichen wurde. Von den vielen Gegenständen, die während der britischen Besetzung aus dem Weißen Haus geplündert wurden, konnten nur zwei wieder zurückerlangt werden. Ein Gemälde George Washingtons wurde von der damaligen First Lady Dolley Madison gerettet und eine Schmuckschatulle wurde Präsident Franklin Delano Roosevelt 1939 von einem alten Mann zurückgegeben, der angab, sein Großvater habe die Schatulle aus Washington mitgebracht.

## Ereignisse
Am 24. August 1814 marschierte die Vorhut der britischen Truppen in Richtung Capitol Hill. Da die Truppenstärke nicht für eine Besetzung der Stadt ausreichte, beschloss General Robert Ross, eine größtmögliche Zerstörung anzurichten. Er sandte einen Trupp mit einer Parlamentärsflagge aus, der eine Einigung erreichen sollte. Der einzige Widerstand ging von Partisanen in einem Haus an der Ecke Maryland Avenue/Constitution Avenue/Second Street NE aus. Das Haus wurde niedergebrannt und der Union Jack über Washington gehisst.
Kurz darauf wurden die Gebäude in Brand gesetzt, welche den Senat und das Repräsentantenhaus beherbergten (die Bauarbeiten am markanten Rundbau in der Mitte des Kapitols hatten noch nicht begonnen). Der Innenraum beider Gebäude, einschließlich der Library of Congress, wurde zerstört. Die Stärke der Wände sowie starke Regenfälle retteten die Grundstruktur. (Thomas Jefferson verkaufte seine Bibliothek später an die Regierung, um den Bestand der Library of Congress wiederaufzubauen.) 
Am folgenden Tag betrat Admiral George Cockburn das Gebäude der Washingtoner Zeitung National Intelligencer mit der Absicht, das Gebäude niederzubrennen. Cockburn wollte das Gebäude der Zeitung niederbrennen, da sie viele negative Berichte über ihn veröffentlichte und ihn als „Raufbold“ bezeichnete. Er konnte jedoch von einer Gruppe von Frauen aus der Nachbarschaft davon abgehalten werden, da diese fürchteten, das Feuer könne auf ihre in unmittelbarer Nachbarschaft stehen Häuser übergreifen. Stattdessen befahl er seinen Truppen, das Gebäude Stein für Stein abzutragen und alle Drucktypen des Buchstaben C zu zerstören, so dass keine Artikel mehr über ihn gedruckt werden konnten.

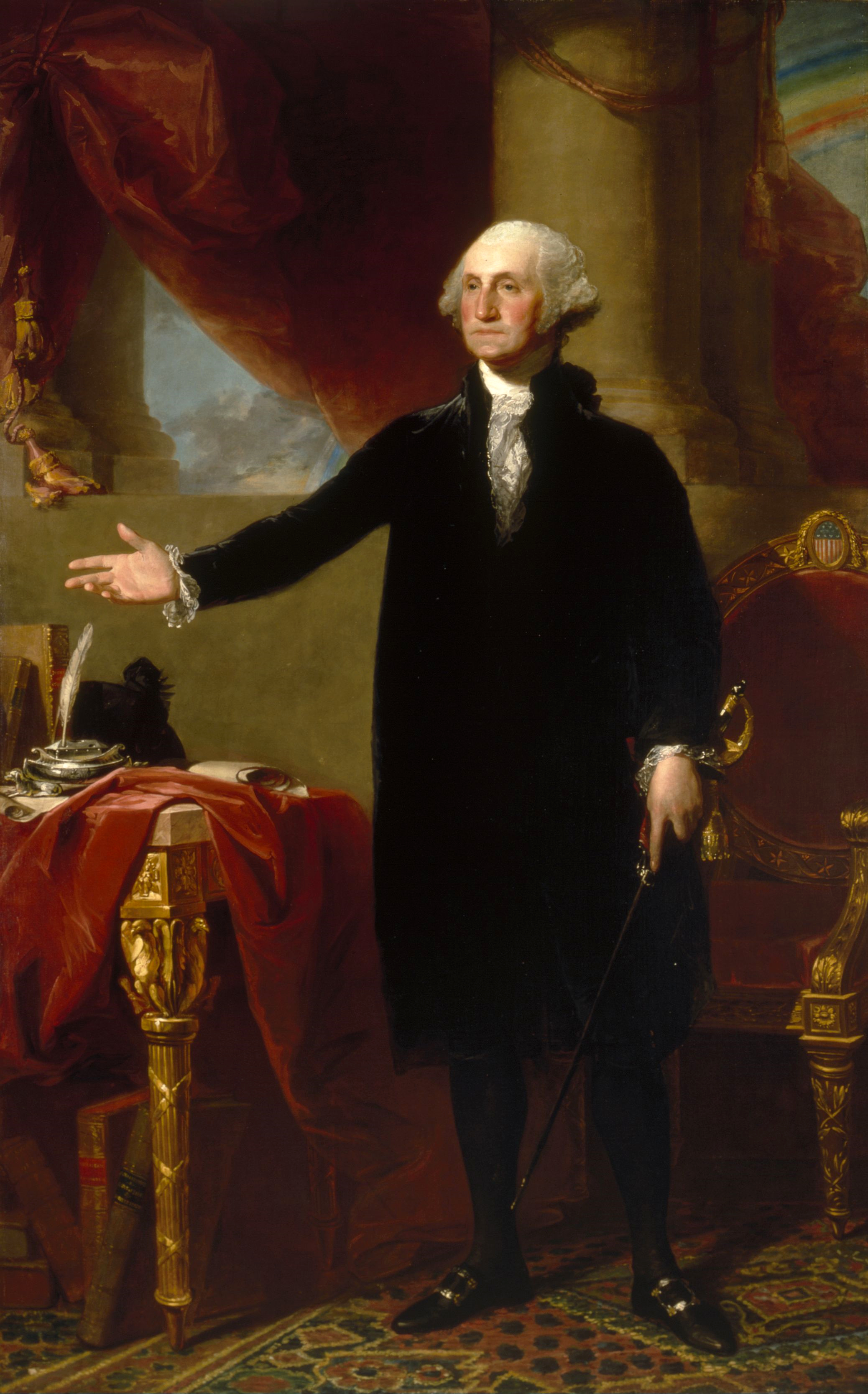
Gilbert Stuarts Porträt Washingtons aus dem Weißen Haus

Die Truppen marschierten dann die Pennsylvania Avenue entlang in Richtung des Weißen Hauses. First Lady Dolley Madison verblieb zunächst im Weißen Haus, um Wertsachen, Dokumente und andere wichtige Gegenstände zu retten, während viele der Regierungsbeamten einschließlich ihres eigenen Leibwächters geflohen waren. Unter anderem rettete sie Gilbert Stuarts Lansdowne Portrait, ein Standporträt George Washingtons. Kurz bevor die ersten britischen Soldaten das Gebäude betraten, konnte Madison dazu überredet werden, ebendieses zu verlassen. Die Soldaten fanden im Speisesaal ein für 40 Personen vorbereitetes Abendessen vor. Nachdem sie sich über das Essen hergemacht hatten, plünderten sie einige Souvenirs (z. B. einen der Hüte des Präsidenten) und steckten das Gebäude in Brand.
Brennstoff wurde eingesetzt, um sicherzustellen, dass das Gebäude bis zum nächsten Tag brannte. Berichten zufolge war das Feuer noch an weit entfernten Orten wie in Baltimore und am Patuxent River sichtbar.
Die britischen Truppen brannten auch das amerikanische Finanzministerium und andere Gebäude nieder. Der historische Washington Navy Yard, der von Thomas Jefferson gegründet wurde und eine der ersten bundesstaatlichen Einrichtungen in den Vereinigten Staaten war, wurde von den Amerikanern zerstört. Sie verhinderten so, dass die dort aufbewahrten Ausrüstungs- und Munitionsbestände sowie die sich im Bau befindliche, mit 44 Kanonen bestückte Fregatte Columbia in die Hände der Briten gelangen konnten. Das Patentamt der Vereinigten Staaten konnte durch die Bemühungen William Thorntons verschont werden. Thornton, welcher der Architekt des Kapitols und damaliger Leiter des Patentamts war, konnte die Briten von der Bedeutung der Erhaltung des Gebäudes überzeugen. Ebenfalls verschont blieben die Marinekasernen. Dieses wird von einigen als Geste des Respekts infolge des Gebarens der Amerikaner während der Schlacht bei Bladensburg bewertet.
Weniger als einen Tag nach Beginn des Angriffs zog ein Hurrikan mitsamt einem Tornado durch die Stadt. Durch diesen wurden mehr britische als amerikanische Geschütze außer Gefecht gesetzt und Kanonen umgeworfen. Zudem erloschen Feuer durch den Hurrikan. Die Briten waren daher gezwungen, zu ihren Schiffen zurückzukehren, von denen viele während des Sturms schwer beschädigt wurden. Die Besetzung Washingtons dauerte insgesamt etwa 26 Stunden. An der Aktion waren 4.250 britische Soldaten beteiligt. Präsident James Madison und die restliche Regierung kehrten unverzüglich in die Stadt zurück.

## Nachwirkungen

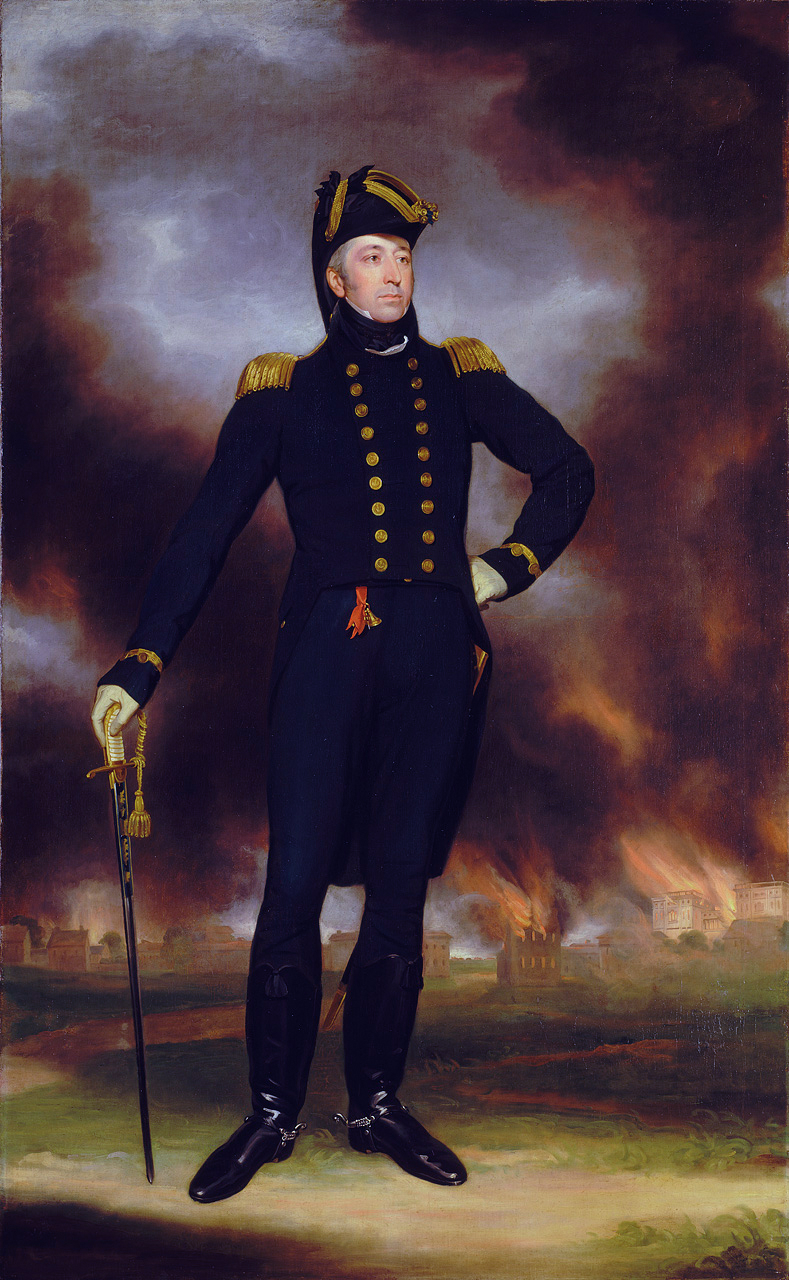
Der Brand von Washington stellt den Hintergrund für dieses Porträt des Konteradmirals George Cockburn dar

Die starken Sandsteinmauern des Weißen Hauses überdauerten den Brand mit Rauch- und Brandspuren. Für den Wiederaufbau des Weißen Hauses wurde die im Landesinneren gelegene Frontier-Stadt Cincinnati, Ohio vorgeschlagen, da man weitere britische Angriffe von der See fürchtete. Der Wiederaufbau des Weißen Hauses begann Anfang 1815 und wurde rechtzeitig zur Amtseinführung von Präsident James Monroe im Jahre 1817 beendet. Madison bewohnte bis zum Ende seiner Amtszeit das Octagon House in Washington. Der Wiederaufbau des Kapitols begann erst im Jahre 1815 und wurde 1864 vollendet.
Der britische Angriff auf Washington konnte die amerikanische Regierung erfolgreich ablenken und war dazu gedacht, den Amerikanern einen demütigenden Schlag zu verpassen. Er war jedoch nicht so demoralisierend, wie es Cockburn vor Augen schwebte, da sich viele neutrale oder gegen den Krieg eingestellte Amerikaner empörten, und abkommandierte Truppen bei der britischen Invasion des Staates New York fehlten.